# Niza
Niza je naselje u Hrvatskoj, regiji Slavoniji u  Osječko-baranjskoj županiji i pripada općini Koški.

## Zemljopisni položaj
Nalazi se uz državnu cestu D2 (Podravsku magistralu), željezničkoj pruzi Osijek – Našice, 12 km istočno od Našica i 38 km zapadno od Osijeka, te zapadno od mjesta Koška (4 km), a istočno od Breznice Našičke (3 km)  u nizini istočnohrvatske ravnice. U selu je Rimokatolička Crkva Kraljice Neba i Zemlje koja pripada rimokatoličkoj  župi Sv.Petra i Pavla u Koški, valpovačkom dekanatu  Đakovačke-osječke nadbiskupije. Niza se nalazi na 97 metara nadmorske visine. Naselje se sastoji od ulice; Kolodvorske koja se proteže uz cestu i prugu u duljini od oko 2 km, te dva sokaka I.G.Kovačića koja se nalazi preko pruge i proteže se u polje oko 1 km i ima dva kraka te Braće Radića u Gornjoj Nizi koja se proteže prema polju i šumi Brezovac u duljini 500 m. Pripadajući poštanski broj je 31224, a telefonski pozivni 031, registarska pločica vozila NA (Našice). Površina katastarske jedinice naselja Nize je 21,11 km a obuhvaća na sjeveru šumu Brezovac koja je bogata hrastom lužnjakom te uz Vučicu rijeku gdje se nalazi nekoliko naftno-zemno plinskih bušotina. Ispod šume su polja Gornja Niza (sjeverozapadno), Velika Niza (sklopu je i bivša Balog pustara, pista za poljoprivredne zrakoplove i bivše smetlište), te Mala Niza koja većinom pripada katastarskoj općini Koška. Pretpostavka da je selo i dobilo naziv po imenima navedenih polja. Južno od naselja je polje Balvaćič prema Ledeniku, te jugozapadno dio polja Dubine. Granicu prema selu Breznici čini rijeka Breznica, a prema Koški odvodni kanal Gornja Jasenica koji se ulijeva kod šume u Breznicu.

## Stanovništvo
| broj stanovnika |       |       |       |       | 8     | 2     | 76    | 195   | 390   | 531   | 654   | 616   | 535   | 563   | 485   | 432   | 361   |
|                 | 1857. | 1869. | 1880. | 1890. | 1900. | 1910. | 1921. | 1931. | 1948. | 1953. | 1961. | 1971. | 1981. | 1991. | 2001. | 2011. | 2021. |

Prema rezultatima Popisa stanovništva iz 2011. u Nizi je živjelo 432 stanovnika u 153 kućanstva.

## Povijest

### do 1900. godine
Na ovom području u srednjem vijeku spominju se kašteli u Našicama, Koški, Podgoraču te Subotica nedaleko Luga Subotičkog. Pod turskom vlašću ovo područje nalazi se od 1532. do 1687. Također iz toga doba točnije 1684. u bečkom arhivu spominje se bitka kod Breznice na pola puta između Osijeka i Slatine. Feldmaršal grof Leslie nakon oslobađanja Virovitice od Turaka, proganja slavonskog pašu bega Czerneka. U boju kod Breznice (vjerojatno današnjeg potoka) je potukao tursku vojsku, ali nakon pobjede se vraća na početne položaje. Ovi krajevi bivaju oslobođeni od turske okupacije nekoliko godina kasnije u velikoj oslobađajućoj akciji pod vodstvom Eugena Savojskog 1687. Povlačenjem turske vojske povlači se i stanovništvo muslimanske vjere. Ovo područje turska vojska napušta bez otpora, a prilikom povlačenja zapaljeni su crkva i samostan Sv. Antuna Padovanskog u Našicama. Početkom 18. stoljeća ovo područje je slabo naseljeno, a većinom prevladavaju šume uz močvarna područja. Od toponima iz tog doba spominju se rijeka Breznica, bara Breznica, Obod bara, Ordani (Ordanjska) bara, bara Jasenovica, bara Tashna i dr. Lokacija bare Breznica nije točno locirana, ali vjerojatno se nalazila na površinama današnjih ribnjaka, a bara Tashna postoji mogućnost da je to današnja Rakić bara u šumi Brezovac iako je to teško zaključiti zbog vremenske razlike od 3. stoljeća. Također spominje se i franjevačka livada Gregačica koja se je prostirala od franjevačkog samostana u Našicama prema istoku preko današnjih naselja Jelisavca Breznice, preko rijeke Breznice i završava na istočnom dijelu današnjeg sela Niza. U to doba oko 3/4 površina našičkog vlastelinstva, u koje je spadala i Niza, čine šume i močvare. Šume su iskrčene najviše u 19. stoljeću zbog zemljišta na koje se naseljavaju novi stanovnici. Zemljišta i šume koje u katastarskom smislu danas pripadaju naselju Niza činila su u to doba granicu našičkog vlastelinstva prema valpovačkom vlastelinstvu. Granica je između vlastelinstva išla je rijekom Vučicom pa skretala preko Maclen bare (danas Maclen šuma), šumom Egmeč, preko danas oranice Ćuskovac, te pored sela Koške, prema bari Ordani (danas selo Ordanja), te dalje prema Podgoraču. U prvoj polovici 18. stoljeća nije bilo nekih većih doseljavanja novih stanovnika jer su se još vodile borbe s Turcima na istočnim granicama tada Austro- Ugarske monarhije, a bilo je i turskih provala i pljačkanja stanovništva. Sredinom stoljeća je zabilježena i velika kuga. 1734. ovo područje kupuje grof Pejačević te se nastanjuje u Našicama i postaju jedna od najuglednijih obitelji u Slavoniji. 1737.  napravljena je prva ozbiljnija cesta ovim krajem od Našica prema Osijeku.U drugoj polovici 18. stoljeća (oko 1770.) naseljava se Breznica u koju dolazi na poziv grofa Pejačevića pretežno njemačko stanovništvo koje se bavi krčenjem šuma i obradom zemljišta. Većina Nijemaca dolazi iz Bačke, gdje su došli ploveći Dunavom, a porijeklo vuku iz južne njemačke pokrajine Švapske i od starosjedilaca dobivaju naziv Švabi. Oko 1810. godine cesta je nasipana kamenom zbog mnogih močvarnih i šumovitih područja ovog kraja. Godine 1894. u rad je puštena željeznička pruga Virovitica- Našice- Osijek.

### 1900. – 1920. godine
Prvi stanovnici iz popisa Austro-Ugarske Monarhije od 1900. godine spominju se u tadašnjem zaselku Radostan od kojeg se 1910. godine i službeno odvaja selo Niza. Po statusu Animmarum Franjevačkog samostana iz Našica od 1908. godine nakon popisa stanovništva Njemačke Breznice (službeni naziv naselja Breznice Našičke do 1936. godine) donosi popis stanovništva mjesta Niza, Balvančić, Selište koji su danas u katastarskom smislu dijelovi sela Niza. Tako se može zaključiti da su prvi stanovnici bili njemačke nacionalnosti koji su doselili na ove prostore iz Breznice i naselili zapadne dijelove današnjeg sela, odnosno krčenjem postojećih šuma stvarali su zemljišta za gradnju kuća i za poljoprivredu Iz tog doba zanimljiv je još podatak da je u šumama oko Radostana u lovu boravio i car Franjo Josip I. za svog boravka u Donjem Miholjcu te prestolonasljednik  Franjo Ferdinand koji je kasnije ubijen u atentatu u Sarajevu. Tijekom Prvog svjetskog rata na ovom području nisu vođene bitke, ali većina vojno sposobnih je bila mobilizirana i poslana na razne bojišta. Posebno su bile teške zadnje dvije godine rata zbog nedostatka hrane i raznih bolesti.

### 1920. – 1940. godine
Poslije Prvog svjetskog rata intenzivnije počinje iskorištavanje šuma, pa tako dolazi i više stanovništva, a gradi se i uskotračna željeznica za potrebe izvlačenja trupaca za drvnu industriju u Belišću i Đurđenovcu. Ostatci te pruge vidljivi su u šumama po prosjekama koje se i danas zovu "prugice", te po ostatcima mosta koji se nalazi na rijeci Breznica iza groblja. Jedan krak te pruge išao je prema današnjem središtu sela, te je pružna posteljica bila vidljiva i na starom nogometnom igralištu. Pa tako već 1931. godine Niza ima 195 stanovnika, a otvorena je i prva trgovina i gostionica u dijelu sela Gornja Niza. Prezimena koja su nastanjivala Nizu 1930-ih godina prošlog stoljeća, a imaju potomke i danas: Misbrener, Gajer,  Krulić, Kumrić, Markovčić, Tomac, Pajnić, Mauhar, Bardy, Čop,  Reljac i druga.

### 1940. – 1960. godine
Nakon kapitulacije vojske Kraljevine Jugoslavije sredinom travnja 1941. u selo ulaze postrojbe njemačke vojske, te je uspostavljena Nezavisna Država Hrvatska. Prve veće borbe na ovom području bile su kod prvog napada partizana u srpnju 1943. na Našice. Ustaše i domobrani vodili su borbe s partizanima koji su se nalazili u šumi Trstenik prema Ledeniku, te držali zaštitu svojim postrojbama koje su napadale Našice. Sljedeće veće borbe bile su kod napada 12. proleterske brigade na Podgorač u veljači  1944. 22. veljače partizani ruše 80- tak metara pruge, te telefonske vodove između Breznice i Nize koje nakon dolaska ustaša mještani popravljaju. 27. veljače od postavljene mine partizani uništavaju oklopni vlak kod željezničke stanice Našička Breznica. Na uništeni oklopni vlak naletio je drugi vlak u kojem je poginuo nekoliko civila. Veće borbe su bile i kod drugog napada partizana na Podgorač u lipnju 1944. s partizanskom odstupnicom u šumi i poljima prema Ledeniku.  Za drugog napada na Našice u studenom 1944. borbe su vođene sedam dana. U Našičku Breznicu 18. studenog je ušla tada 4. brigada Dvanaeste slavonske divizije, a gdje je bila posada od 40 vojnika koja se je bez prihvaćanja borbe povukla u Košku s dijelom stanovništva. Tada je i evakuirano stanovništvo Gornje Nize koje odlazi u Košku i tamo boravi tri dana tijekom najžešćih borbi. Partizanska brigada zauzima položaje na potoku Breznici između Nize i Breznice i drži zaštitu svojim snagama koje napadaju Našice. Jedinice ustaša, domobrana i njemačke vojske u više navrata napadaju linije partizana uz pomoć tenkova i oklopnih vozila od izlaza iz Nize prema Breznici, ali partizanima je išlo u korist to što je jesen bila kišovita, a potok Breznica nabujao pa je to uz porušene mostove (cestovni i pružni) olakšavao obranu linije. Tada je i porušen most uskotračne Gutmannove pruge na rijeci Breznici u ravnini današnjeg groblja kod šume Brezovac. 4. brigada 12. slavonske divizije je držala položaje uz kanal i na početku sela Breznice četiri dana onda se povukla u Markovac, a nakon probijanja partizanskih linija iz smjera Donjeg Miholjca od strane ustaša i njemačke vojske koji dolaze u pomoć posadi koja je ostala blokirana u dvorcu Pejačević, partizani se povlače na Krndiju i Papuk. U travnju 1945. ove krajeve oslobađaju partizanske jedinice. Nakon proboja srijemskog fronta u proljeće 1945., 16.divizija NOVJ-a forsira rijeku  Dravu 12. travnja kod Bistrinaca nedaleko Valpova i uspostavlja mostobran, a 1. vojvođanska brigada iste divizije oslobađa grad Valpovo 13. travnja Harkanovce, Košku, Nizu, Našičku Breznicu i Jelisavac 14. travnja u popodnevnim satima bez većeg otpora. Nakon rata počinje novo razdoblje obilježeno protjerivanjem i slanjem u logore stanovnika njemačke nacionalnosti te oduzimanjem nacionalizacijom zemlje, čišćenjima tavana ostalim mještanima i stvaranjem zadruga. Željeznička stanica izgrađena je 1947. godine i od tada staju vlakovi u Nizi. Početkom 1950-ih godina nakon ukidanja zadruga počinje novo razdoblje sela Niza. Tih godina doseljavaju se novi stanovnici iz Hrvatskog zagorja (okolica Bednje), Gorskog kotara (okolica Čabra, većina ih je doselila još 1930-ih godina), te iz Bosanske Posavine iz mjesta Donja Dolina i Gornja Dolina nedaleko Bosanske Gradiške. Ove tri grupacije odnosno njihovi potomci i danas čine oko 90% stanovništva Nize. Tih godina Niza bilježi oko 400 stanovnika. Tu treba napomenuti da većina doseljenika prvenstveno iz Zagorja naseljavaju se u polju Mala Niza do šume Brezovac i tek komasacijom početkom  1970-ih preseljavaju uz cestu. Tamo je u to doba bilo desetak kuća koje su se vodile pod ulicom Matije Gupca. Posljednji stanovnici napustili su to područje krajem 80-ih godina prošlog stoljeća i od tada ne postoji više navedena ulica. Povećanjem stanovnika 1956. godine puštena je u rad novo izgrađena škola do 4 razreda.

### 1960. – 1980. godine
Godine 1960. izgrađen je Društveni dom na mjestu današnje trgovine, a 1962. godine dolaze električna struja i asfaltirana je magistralna cesta. Nogometni klub Omladinac iz Nize osnovan je u lipnju 1963. godine. U ljetu je dovršeno igralište i već od jeseni nastupa u ligi tadašnjeg Općinskog nogometnog saveza Našice. Tih je godina klub polučio i možda najbolje rezultate jer osvajanjem titule prvaka Nogometnog saveza Našice plasira se u nogometnu ligu s klubovima iz tadašnjih općina Slatina, Orahovica, Donji Miholjac i Našice. Početkom 60-ih godina u selu je osnovano i dobrovoljno vatrogasno društvo koje je posjedovalo nešto sitne opreme, da bi poslije politikom okrupnjavanja istih društva, bilo pripojeno društvu u Koški. Godine 1967. sagrađena je crkva i posvećena Kraljici Neba i Zemlje, a crkveni god ili kirvaj slavi se zadnju nedjelju u svibnju. Prije su se crkveni obredi održavali kod kapelice Sv.Roka u Donjoj Nizi koja je izgrađena 1935. godine, a renovirana 2010. godine. Do izgradnje crkve, Rokovo 16. kolovoza se slavilo kirvaj, a prije 1930-ih godina Gornja Niza je imala kirvaj na Martinje 11. studenog  kad i stanovnici Breznice, a Donja Niza na Petrovo 29. lipnja kad su slavili kirvaj Koškani. Početkom 1970-ih godina dosta stanovnika odlazi na rad u inozemstvo.

### 1980. – 2000. godine
Godine 1983. izgrađena je stara mrtvačnica i otvoreno groblje. Tijekom 1982. počinje izgradnja Društvenog doma koji je stavljen u funkciju 1986., a čije prostorije većinom koristi nogometni klub. 1989. asfaltirane su ceste u oba sokaka. Godine 1990. dolaskom političkih promjena, koje su u selu velikom većinom prihvaćene, počinje jedno novo razdoblje sela. Mještani se početkom 1991. na referendumu izjašnjavaju velikom većinom za neovisnu i suverenu Republiku Hrvatsku što se i moglo vidjeti kroz domoljubne grafite na fasadama trgovine i željezničke postaje koji su bili prvi takve vrste u našičkom kraju. Nakon prvih otvorenih napada srbočetnika uz potporu tadašnje JNA na Hrvatsku mještani se priključuju prvim postrojbama policije, te kasnije Zbora narodne garde. Krajem lipnja 1991. ustrojene su postrojbe Narodne zaštite koje daju naoružane straže u i okolo sela. U rujnu 1991. nakon trodnevnih borbi između hrvatski snaga i neprijateljske JNA, koja djeluje po civilnim objektima u gradu Našicama i okolici te pogađa granatom zapaljuje crkveni toranj, vojarna pada u ruke hrvatskih snaga u kojim sudjeluju i mještani Nize. Nakon preuzimanja vojarne ustrojena je 132. brigada Hrvatske vojske Našice kojoj se priključuju brojni mještani i sudjeluju na ratištima cijele Slavonije od Ivanovca kod Osijeka do Orahovice podno Papuka. Također sudjeluju u oslobađanju sela podno Papuka u studenom i prosincu 1991. (Operacija Orkan '91. ). Najteži trenutak u Domovinskom ratu dogodio se 7. studenog 1991. godine oko 14 sati kad zrakoplov MiG-21 neprijateljske vojske raketira središte sela i oštećuje nekoliko obiteljskih kuća. Za vrijeme vojno redarstvenih akcija 1995. Bljesak i Oluje, a sklopu 132. brigade Hrvatske vojske Našice mnogi mještani sudjeluju u obrani istočne Slavonije u đakovačkom kraju(Koritna), te u županjskom kraju na potezu (Strošinci i Soljani). Nakon završetka vojno redarstvenih akcija 1995. u kojoj su sudjelovali i mještani Nize i završetkom Domovinskog rata počinje novo razdoblje sela. Krajem 1990.- ih izgrađena je plinska i telefonska mreža te nova mrtvačnica.

### 2000. godine - do danas
Godine 2006. završena je nova škola i asfaltirano rukometno i košarkaško igralište, 2008. godine izgrađena je vodovodna mreža, 2009. godine terasa doma, prostorije skladišta, pecara, teren za boćanje, postavljeni prvi reflektori na nogometnom igralištu, te u organizaciji mještana i nogometnog kluba izgrađeno je izletište na početku šume Brezovac. Krajem 2010. povodom 100. godina od utemeljenja sela izdana je fotomonografija "100 godina sela Niza", skupine autora (Anamarija Jug, Stephanie Jug, Ivica Bardy, Ivan Stojaković, Sanja Mauhar i Elvis Markovčić) u izdanju i nakladništvu Grafika d. o. o., Osijek, 2010. ISBN 978-953-244-070-6. Fotomonografija je predstavljena u mjesnom domu uz veliki odziv mještana, a prodajom iste izgrađeno je dječje igralište uz mjesni dom. Godine 2011. izgrađena je kanalizacijska mreža i obnovljena magistralna cesta D2 kroz selo. 2015. izgrađena je nova rasvjetna mreža u svim ulicama sela. 2016. na pružnom prijelazu postavljena je automatska rampa s branicima, koju vlak aktivira prolaskom. 2018. uređeni su i izbetonirani novi nogostupi u Kolodvorskoj ulici. 2019. i 2020. uređen je mjesni dom, krovište, postavljena nova fasada i izgrađena nova nadstrešnica na sjevernoj strani doma.
2021. u sklopu farme muznih krava pušteno u pogon bioplinsko postrojenje za proizvodnju električne struje. 2022. dovršena izgradnja kanalizacijske mreže s kućnim priključcima, te asfaltirane ulice I.G. Kovačića i Braće Radić (sokaci) i cesta do igrališta. Na kraju sela prema Breznici uz put za groblje postavljeno raspelo.

## Gospodarstvo
Većina stanovništva zaposlena je u okolnim tvrtkama, a u samom selu djeluje nekoliko obiteljskih poljoprivrednih gospodarstva koje se bave ratarstvom i voćarstvom, nekoliko manjih obrtnika, te velika farma za proizvodnju mlijeka i tov junadi u vlasništvu Hana d. d. iz Našica.

## Crkva
U selu je rimokatolička Crkva Kraljice Neba i Zemlje koja pripada katoličkoj župi Sv.Petra i Pavla u Koški, te valpovačkom dekanatu Đakovačke-osječke nadbiskupije. Crkveni god ili kirvaj slavi se zadnju nedjelju u svibnju, pošto se blagdan Blažene Djevice Marije Kraljice Neba i Zemlje slavio nekada 31. svibnja, a nakon Drugog vatikanskog sabora Katoličke crkve blagdan je premješten na 22. kolovoza.

## Spomenici i znamenitosti
Na pročelju mjesnog doma nalazi se spomen-ploča u sjećanje na poginuloga hrvatskog branitelja Nikolu Petranovića-Šilju koja je postavljena 2001. 2008. postavljena je i spomen ploča u sjećanje na tragično preminuloga dugogodišnjeg tajnika i nekadašnjeg igrača NK Omladinac Niza, Miroslava Kneževića- Bujde po kome je i nazvan cijeli športski kompleks.

## Obrazovanje
U selu se nalazi područna škola do 4. razreda koja se nalazi u sastavu Osnovne škole I. B. Mažuranić Koška

## Kultura
U razdoblju od kraja 50-ih do sredine 60-ih u selu je djelovala glumačka skupina, koja bilježi predstave u selu i okolici, a najčešće komedije vezane uz tadašnji način života. U sklopu iste skupine djelovala je i glazbena grupa.

## Šport
Nogometni klub Omladinac Niza natječe se u 2. ŽNL Liga Nogometnog središta Našice. Navijačka skupina Niza-Grickavci.
Dječja športska akademija "Niza" osnovana 2014., a s ciljem poduke i poticanja djece na bavljenje sportom prvenstveno nogometom.

## Vanjske poveznice
- http://koska.hr/naselja/niza/  Arhivirana inačica izvorne stranice od 31. prosinca 2011. (Wayback Machine)
- http://os-ibmazuranic-koska.skole.hr/  Arhivirana inačica izvorne stranice od 21. siječnja 2014. (Wayback Machine)